# 新华乡 (绥化市)
新华乡，是中华人民共和国黑龙江省绥化市北林区下辖的一个乡镇级行政单位。

## 行政区划
新华乡下辖以下地区：
新华村、五一村、六排村、新安村、三发村、红星村和兴发村。